# 勞因根光伏發電站
勞因根光伏发电站位于德国巴伐利亚州，占地面积63公顷，装机功率达到25.7兆瓦，于2010年7月竣工。
该项目分为三期工程，分别是：
- Helmeringen 1 功率：10.0 MW（于2009年投入使用）
- Helmeringen 2 功率：9.4 MW
- Helmeringen 3 功率：6.3 MW（于2010年投入使用）

## 图集

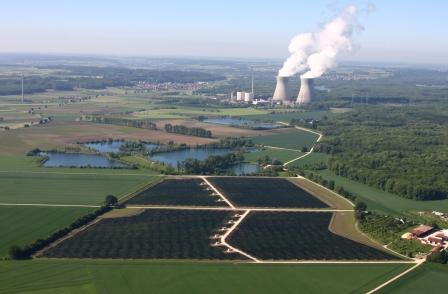
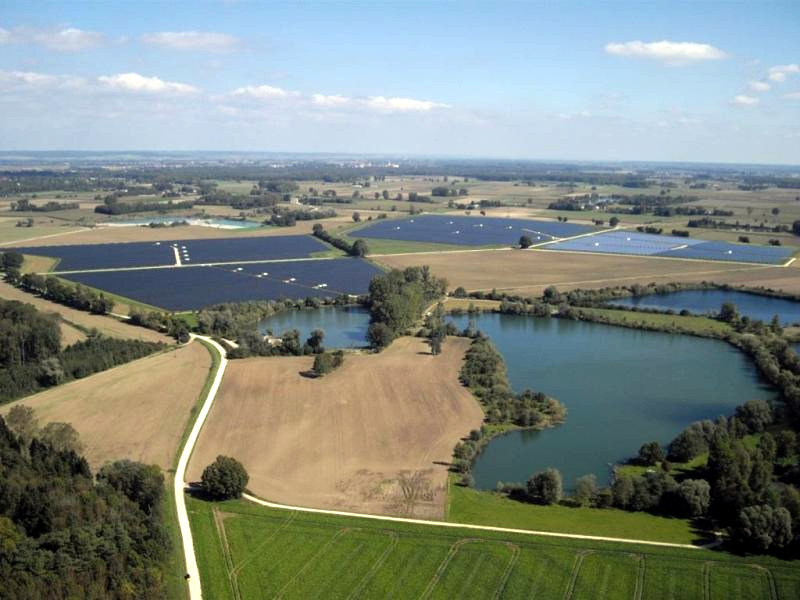